# Харц
 Тази статия е за планината в Германия.  За окръга вижте Харц (окръг).  
Харц (на немски: Harz) е висока планина в северната част на Германия, част от Средногерманските възвишения. Тя е най-високата планина в Северна Германия и се намира на границата между провинциите Долна Саксония, Саксония-Анхалт и Тюрингия. Най-високият връх е Брокен (на немски: Brocken) с 1141,2 m н.в. Голяма част от Харц представлява природен парк. Националният парк „Харц“ е създаден през 2006 година като първи природен парк в повече от една провинция на Германия, посредством сливането на природните паркове „Харц“ (Долна Саксония) и Хоххарц (Саксония-Анхалт).

## География
Планината се простира от запад-северозапад (град Зеезен, на немски: Seesen) на изток-югоизток (град Айслебен, на немски: Eiseleben) на протежение от 110 km и ширина 30-40 km. Площта ѝ е 2226 km². Дели се на Оберхарц (Горен Харц) на северозапад и Унтерхарц (Долен Харц) на югоизток. Височината на Унтерхац е до 400 m, което позволява земите да се използват в селсктото стопанство. Обер- и Унтерхарц се делят приблизително от линията Вернигероде – Бад Лаутерберг (на немски: Wernigerode – Bad Lauterberg), която дели водосборните области на реките Везер (Оберхарц) и Елба (Унтерхарц). Масивът Брокен е единственият с височина над 1000 m. В него се намира едноименният връх Брокен с височина 1141 m. Планината представлява типичен хорст, изграден е предимно от палеозойски кварцити, гранити и шисти, а периферните части – от мезозойски варовици. Билната част е платообразна, с отделни остатъчни върхове, а склоновете са силно разчленени от дълбоки речни долини. Годишната сума на валежите е около 1650 mm. Най-високите части (предимно Оберхарц) са заети от елови гори.
Реките в Харц имат голяма голяма годишна амплитуда на оттока си. Поради разработването на находища на сребърна руда от 16 до 19 век те претърпяват големи промени на течението си. В Оберхарц се намират най-старите язовирни стени в Германия. От 1977 са под закрилата на закона, а от 2010 са част от световното културно наследство на ЮНЕСКО. В Унтерхарц има изкуствени езера и резервоари, най-старите от които са датирани към 1320 година. През 20 век в Харц е изградена система от шестнадесет язовира, която обхбаща теченията на дванадесет реки. Водите им се използват за питейна вода, производството на електричество и предпазването от наводнения. Първата модерна язовирна стена е Зьозеталшпере (на немски: Sösetalsperre), която е построена от 1928 до 1931 година. Най-големите реки в Харц са Инерсте (на немски: Innerste), Окер (на немски: Oker) и Одер (на немски: Oder) от басейна на Везер, Боде (на немски: Bode) и Випер (на немски: Wipper) от басейна на Елба. 